# Academia Maranhense de Letras
A Academia Maranhense de Letras (AML) é a entidade literária máxima do Estado brasileiro do Maranhão, fundada a 10 de agosto de 1908.

## Precursores
Duas agremiações literárias, dentre outras, destacaram-se com o fervilhar cultural na São Luís do fim do século XIX e começo do XX: a Oficina dos Novos e a Renascença Literária. Foram precursoras da Academia Maranhense.

## Oficina dos Novos
A Oficina, inaugurada a 28 de julho de 1900, tinha uma estrutura similar à das academias de Letras, embora seus membros se denominassem Operários e fosse formada inicialmente por vinte cadeiras. Estas, depois, contando os membros honorários e correspondentes, teve o quadro ampliado para trinta - cada uma delas sob um patronato. Publicava um boletim oficial chamado Os Novos, em cujo frontispício lia-se: periódico evolucionista.
A inspiração maior da Oficina era o poeta local, Gonçalves Dias, que era Patrono Geral da instituição. Os objetivos dos seus integrantes eram organizar uma boa estante gonçalviana, editar a obra do poeta e, mais tarde, renomear a Oficina para Grêmio Literário Gonçalviano.
Parte dos seus patronos, bem como muitos dos Operários, passaram a constituir patronos e imortais da academia - embora ambas as entidades tenham coexistido por algum tempo. (Um jantar que as duas entidades promoveram no Hotel Central em 15 de novembro de 1908 e uma reorganização institucional da Oficina em 1917 revelam a coexistência dos grêmios).

## Fundação da academia
A Academia Maranhense de Letras, inaugurada às dezenove horas do dia 10 de agosto de 1908, também demonstrou resolução de escolher o poeta Gonçalves Dias como seu patrono geral. Fundada no salão de leitura da Biblioteca Pública do Estado (o prédio, a partir de 1950, tornou-se sua sede), contou com vinte cadeiras e, inicialmente, doze participantes: Antônio Francisco Leal Lobo, Alfredo de Assis Castro, Astolfo Marques, Barbosa de Godois, Corrêa de Araújo, Clodoaldo de Freitas, Domingos Quadro, Fran Paxeco, Godofredo Mendes Viana, Xavier de Carvalho, Ribeiro do Amaral e Vieira da Silva.
Além disso, os estatutos acadêmicos determinavam que mais oito membros seriam acrescentados mediante eleição e também como fundadores.
No dia 7 de setembro desse ano, no mesmo prédio, houve a solenidade da sessão inaugural da academia. Assim, dava-se início às suas atividades.
Seu primeiro presidente foi o professor e historiógrafo Ribeiro do Amaral, por ser, entre seus confrades, o mais velho.
Em seus primeiros passos, a academia contou com a presença marcante de Antônio Lobo, um verdadeiro líder e "agitador de idéias". Graças à sua dedicação intensa, a AML é lembrada hoje pelo cognome Casa de Antônio Lobo.
Sem dispor de sede própria durante muitos anos, os membros da academia reuniam-se amiúde nas residências de seus confrades. Nesse período de dificuldades, houve abandonos e descasos, principalmente por parte da classe política, muito embora alguns dos confrades mais notáveis fossem deputados, senadores, governadores e prefeitos.
Na presidência de Clodoaldo Cardoso, entretanto, deu-se o processo de revigoramento da academia. Entre os acadêmicos então eleitos, o professor e historiador Mário Meireles (que também comandou a AML) muito ajudou a casa a participar decisivamente no desenvolvimento e consolidação do Ensino Superior no Maranhão.
A Academia Maranhense de Letras incentivou a colocação de bustos em homenagem aos grandes escritores maranhenses na Praça do Pantheon, em São Luís. Alguns de seus membros que também foram homenageados foram Clodoaldo Cardoso e Josué Montello.

## Academia atual
Atualmente, a Academia Maranhense de Letras empenha-se na sistematização de diversas atividades culturais, a exemplo da realização de concursos literários e incentivo a produções artísticas que tenham como objetivo principal incentivar os atores da cultura maranhense, em todas as áreas.